# Giovanni Bononcini

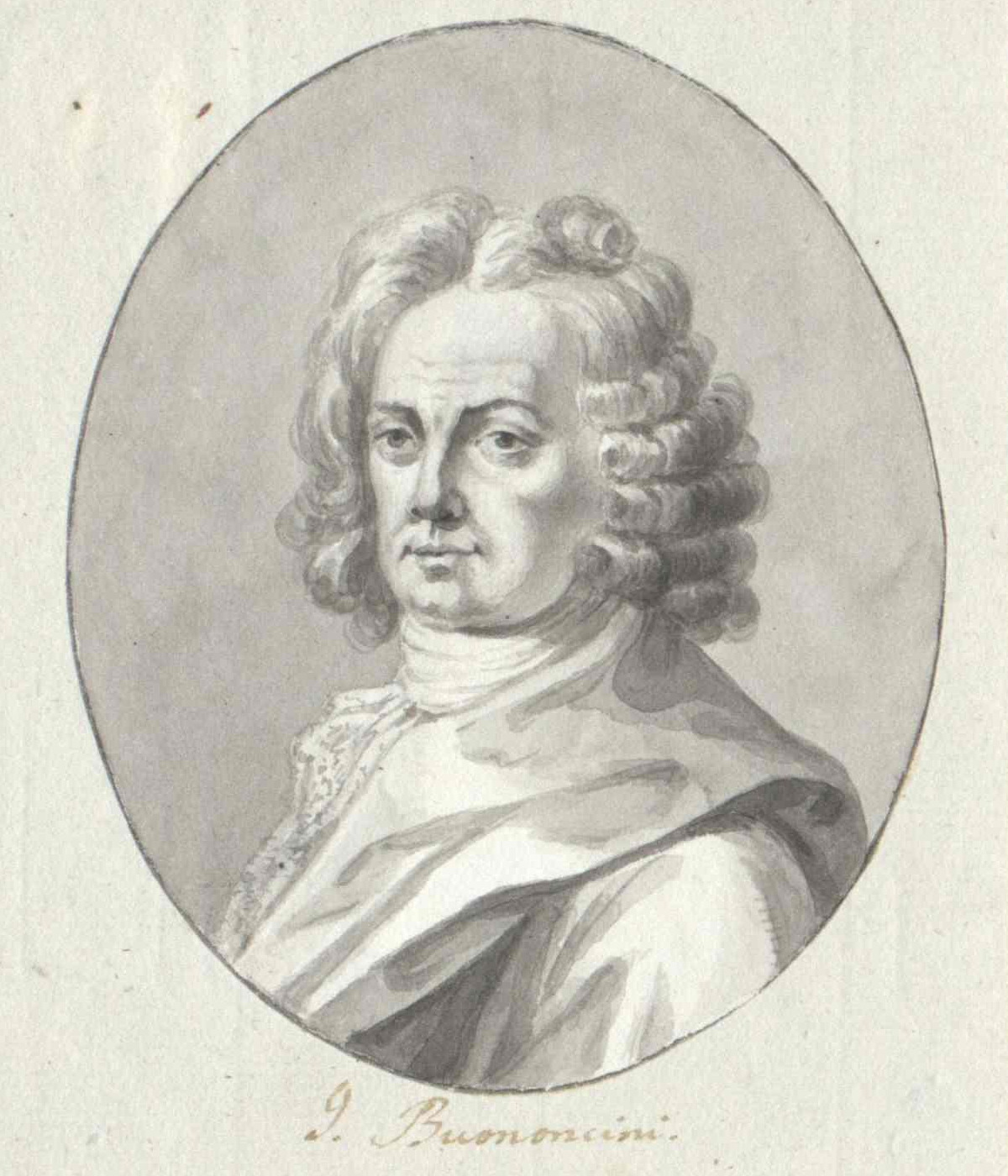
Giovanni Bononcini

Giovanni Bononcini, gelegentlich auch Giovanni Buononcini oder (wohl fälschlich) Giovanni Battista Bononcini (* 18. Juli 1670 in Modena; † 9. Juli 1747 angeblich in Wien), war ein italienischer Cellist und Komponist.

## Leben

### Jugend
Bononcini war der älteste der drei Söhne des Kirchenmusikers Giovanni Maria Bononcini aus Modena. Seine erste künstlerische Ausbildung erhielt er durch seinen Vater. Als dieser 1678 starb, wurde er in Bologna Schüler von Giovanni Paolo Colonna und von Giorgio Buoni, von dem er Cellounterricht erhielt. In Bologna konnte Bononcini auch seine frühen Werke veröffentlichen.
1686 begann Bononcinis Anstellung als Geiger in der Kapelle von S. Petronio, später wirkte er Cellist in Kardinal Benedetto Pamphilis Orchester mit.

### Rom
1691 ging Bononcini nach Rom. Im Jahr zuvor war dort die Accademia dell’Arcadia gegründet worden als Reformbewegung, deren führender Kopf Giovanni Maria Crescimbeni „eine klare, geregelte Poesie und die Rückkehr der Tragödie zur aristotelischen Regelpoetik forderte“. Die venezianischen Opernlibretti wurden wegen ihrer Regellosigkeit abgelehnt, sie boten Buntheit in Handlung, Szene und Musik. Unter Berücksichtigung der Bedürfnisse des Opernpublikums entstanden zunächst Kompromisslösungen, von denen Il trionfo di Camilla, regina de’Volsci (1696) vom Librettisten Silvio Stampiglia und Bononcini mit etwa 70 Neuinszenierungen in den nächsten sieben Jahrzehnten besonders erfolgreich war. Das Heroische und Komische ist nach wie vor vermischt, der Verlauf der Arien wurde jedoch strukturiert, Stampiglia entwickelte einen „reflektierenden Handlungsfaden“.

### Wien

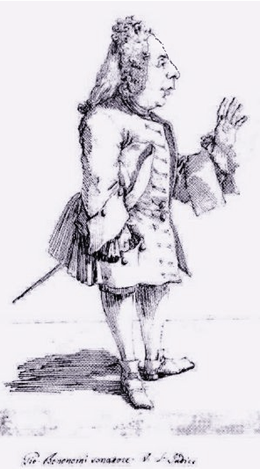
Karikatur des Komponisten von Pier Leone Ghezzi

Nach dem Tod seiner Gönnerin Lorenza Colonna 1697 wechselte er in die Dienste Kaiser Leopolds I. Mit Marc’Antonio Ziani, Carlo Agostino Badia und Johann Joseph Fux führte Bononcini nun den spätbarocken Stil in Wien ein. 1702 dürfte der junge Georg Friedrich Händel in Berlin Attilio Ariosti und Bononcini begegnet sein, der dort Cefalo und Polifemo komponierte.
1706 war Bononcini in ganz Europa berühmt. Die letzte durchgängig gesungene Oper am Theatre Royal Drury Lane in London war 1707 ein Pasticcio mit Musik hauptsächlich von Bononcini und Alessandro Scarlatti. Bis 1711 dauerte noch sein Engagement am kaiserlichen Hof. Anschließend unternahm er längere Studienreisen, unter anderem nach Venedig und Rom. Von dort aus engagierte ihn 1720 (zusammen mit Georg Friedrich Händel) das italienische Opernhaus in London.

### London
In einer Zeit, in der Arien wegen ihrer Konzentration auf einen Affektausdruck zwischen Opern ausgetauscht werden konnten und die Erfordernisse der Praxis die Opera seria auch zu „eine[r] Kunst des Arrangements“ machte, hatten beteiligte Komponisten wie Bononcini und Händel offenbar wenig Bedenken hinsichtlich Plagiat. Händel soll Entlehnungen von Bononcini dadurch gerechtfertigt haben, dass jener nicht wisse, was er mit dem guten Material machen solle. So konnte Händel unter Verwendung einer Bononcini-Melodie im berühmten „Ombra mai fu“ des Serse „die Spannung zwischen Opernopulenz, Pathetik und Schlichtheit im Aufklingen ‚arkadischer‘ Ideale […] bewältigen“.
Bononcini war für eine Weile Händels ernsthaftester Rivale in London. Als eine Art Wettbewerb zwischen den beiden kann die Oper Muzio Scevola (1721) mit je einem Akt der drei Komponisten der Academy, Filippo Amadei, Bononcini und Händel angesehen werden, wobei Amadei als „unbedeutender Dritter eine Puffer-Rolle“ spielte. Händels Beitrag konnte beim Publikum am meisten Erfolg verbuchen.
Die Konkurrenz der beiden Sängerinnen Faustina Bordoni und Francesca Cuzzoni verschärfte sich zu einem „Duell der Königinnen“ mit einem Eclat während einer Aufführung von Bononcinis Astianatte im Juni 1727, als die beiden durch das zischende Publikum aufgebrachten Primadonnen aufeinander losgingen, worauf in der Presse Schmähschriften erschienen.
Die Konzerte, die Bononcini oft als Solist mit dem Violoncello bestritt, waren bei der Londoner Aristokratie hochgeschätzt; die Familie Marlborough beschäftigte ihn einige Zeit als Hausmusiker. Zwischen 1720 und 1724 war Bononcini Mitglied der Royal Academy of Music in London.
Um die Jahreswende 1727/28 gab Bononcini in einer Versammlung der Academy of Ancient Music in London ein unsigniertes Manuskript des Madrigals In una siepe ombrosa als seine eigene Schöpfung aus. Darüber kam es 1731 zu einem Skandal, als bekannt wurde, dass es tatsächlich von Antonio Lotti stammte, der es 1705 als Teil seiner Duetti, terzetti e madrigali veröffentlicht hatte. Von da an bekam Bononcini als „unerwünschte Person“ keine Aufträge mehr und verlor auch seine Mitgliedschaften. Durch diese Plagiatsaffaire gezwungen, ging Bononcini nach Paris und komponierte 1733 für das „Concert Spirituel“. 1735 weilte er ein Jahr lang in Lissabon.

### Letzte Jahre
1737 verlor er bei dubiosen Spekulationen viel Geld und musste sich zeitweilig seinen Lebensunterhalt als Kopist verdienen. Später wandte er sich an den Wiener Hof, erhielt ab 1741 von Kaiserin Maria Theresia eine Pension. Seine letzte bekannte Komposition ist das durch die Kaiserin in Auftrag gegebene Te Deum von 1741. Er verstarb 9 Tage vor Vollendung seines 77. Lebensjahres, sein Todesdatum ist durch ein Nachlassinventar und weitere Dokumente des Obersthofmarschallamts und des Hofkammerarchivs belegt. Dagegen fehlt ein Beleg für die von Kurt Anton Hueber geäußerte Vermutung, Bononcini habe seine letzten Lebensjahre in seinem Haus „Zum Blauen Hechten“ in Wieden verbracht und sei dort gestorben, da weder ein Totenbeschauprotokoll noch ein Kirchbucheintrag über sein Begräbnis vorliegt.

## Bedeutung
Zeitgenössische Quellen weisen Bononcini als einen der größten Cellisten seiner Zeit aus. Bereits im Alter von 15 bis 21 Jahren erschienen acht Drucke mit Werken Bononcinis, vorwiegend viersätzige Instrumentalmusik mit meist zweiteiligen Sätzen. Sie steht jedoch gemeinsam mit der geistlichen Musik an Menge und Bekanntheit hinter Bononcinis umfangreicher Produktion an Solo-Kantaten und Bühnenwerken zurück.
Die ausdrucksvollen Rezitative Bononcinis galten Zeitgenossen als unübertrefflich. Im Kontrast zu Händels heroischem Opernstil schrieb Bononcini „melancholisch-sanfte Arien“, zarte, aber auch pathetische Emotionen werden durch „liedhafte, kunstvoll einfache Melodien“ transportiert, mitunter „schlicht bis an die Grenze der Eintönigkeit und dennoch von innigem Schmelz“. Melodien, Periodenbau, Harmonik und Ineinandergreifen von Singstimme und Orchester sind reichhaltig und „präzise konturiert“. In einer Zeit, in der die Aufgaben vom Rezitativ für die Handlung und der Arie für die Reflexion zunehmend deutlich getrennt wurden, schrieb Bononcini für Il trionfo di Camilla eine Wahnsinnsszene als „großen, zusammenhängenden szenischen Komplex“ aus Secco- und Accompagnato-Rezitativen, Arioso und Da-capo-Arien.

## Rezeption
In Paris galt Bononcinis Musik als Modell für das Anmutige. Wegen seiner Berühmtheit in Italien wurde er auf Empfehlung des Earl of Burlington von den Direktoren der Royal Academy nach London geholt. John Byrom kommentierte die darauf entstandene Rivalität zwischen Bononcini und Händel 1725 mit einem Epigramm, in dem er sich auf keine der Seiten stellte:

„Some say, compar’d to Bononcini, That Mynheer Handel’s but a Ninny, Others aver that he to Handel Is scarcely fit to hold a Candle: Strange all this Difference should be Twixt Tweedle-dum and Tweedle-dee!“

Seit den Anfängen der Musikgeschichtsschreibung wurde Bononcini mit Alessandro Scarlatti verglichen und die Werke beider „perspektivisch auf Händel“ bezogen. Charles Burney pries gegen Ende des 18. Jahrhunderts Scarlatti als schöpferischsten und originellsten Vertreter des goldenen Zeitalters der italienischen Kantate um 1700 und stellte ihn über Francesco Gasparini, Bononcini, Antonio Lotti, Emanuele d’Astorga, Benedetto Marcello sowie die später tätigen Nicola Porpora, Giovanni Battista Pergolesi und Giuseppe Sarti. Edward Dent meinte 1905, der Vizekönig von Neapel habe Scarlatti den „händelschen“ Stil Bononcinis aufgezwungen.
Dass seine Opern bekannter waren als die seiner Zeitgenossen, wird weniger ihrer musikalischen Qualität als ihrer internationalen Verbreitung durch Bononcinis Karriere zugeschrieben. Bononcini blieb bis ins 21. Jahrhundert das Los, „kaum mehr als eine Fußnote in der Musikgeschichte“ zu sein. Während lange Zeit nur die Instrumentalmusik der Londoner Zeit wegen ihrem Ideal der Einfachheit und Eleganz lebendig blieb, setzte im ausgehenden 20. Jahrhundert die Wiederentdeckung seiner Kantaten ein.

## Werke

### Opern
Insgesamt 27 Opern.
- Eraclea, Pasticcio (1692)

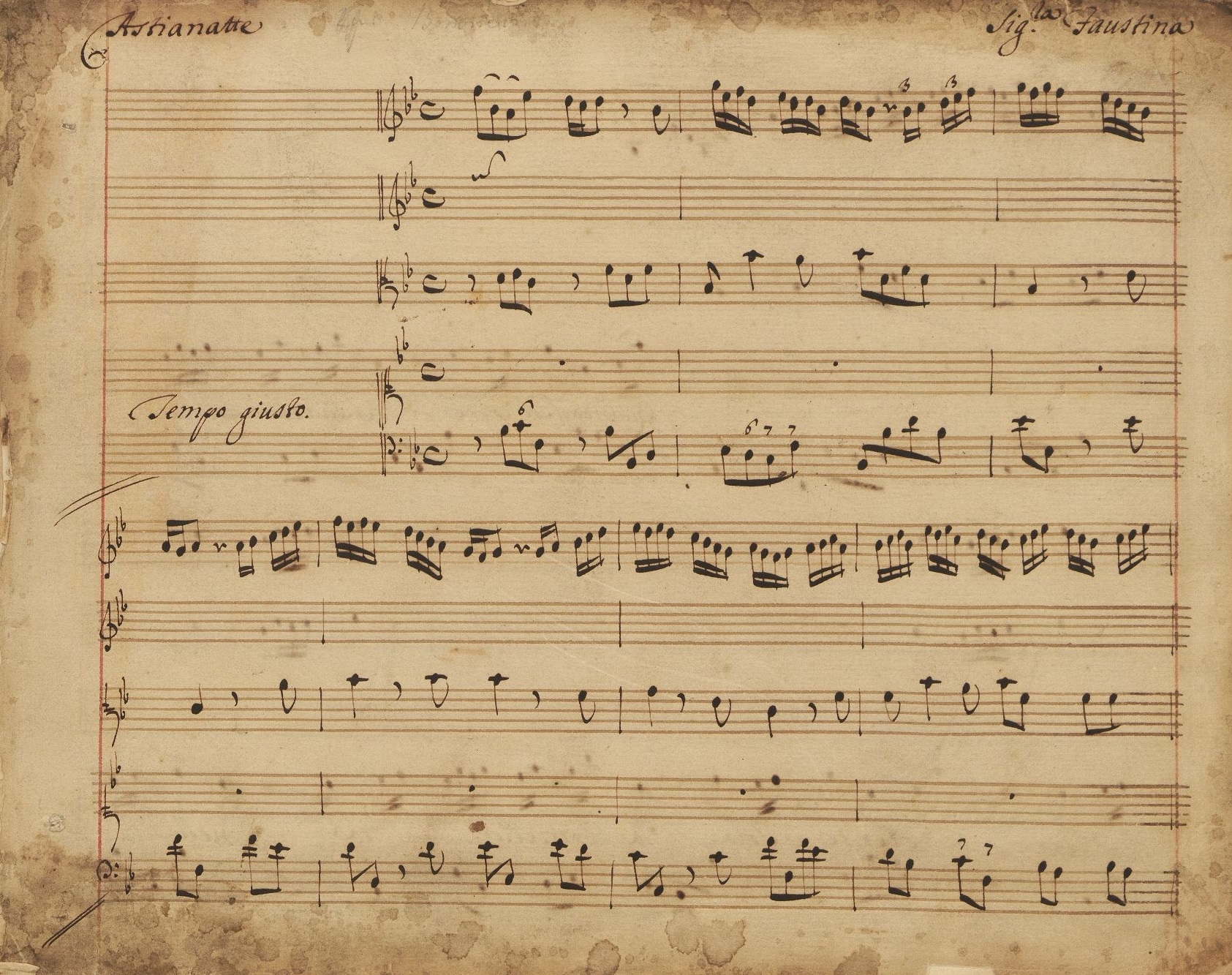
Arie aus Astianatte (ca. 1727), gesungen von Faustina Bordoni

- Xerse (1694); die Musik, darunter das Ombra mai fu, wurde von Händel für seine Oper Serse (1738) weiterentwickelt.
- Tullo Ostillio (1694)
- Muzio Scevola (1695)
- Il trionfo di Camilla regina dei Volsci (1696)
- L’amore eroica fra pastori (1696)
- La clemenza di Augusto (1697)
- La fede pubblica (1699)
- Gli affetti più grandi, vinti dal più giusto (1701)
- Cefalo (1702)
- Polifemo (1702)
- Etearco (1707)
- Turno Aricino (1707)
- Mario fuggitivo (1708)
- Abdolomino (1709)
- Caio Gracco (1710)
- Astarto (1720)
- L’odio e l’amore (1721)
- Crispo (1721)
- Griselda (1722)
- Erminia (1723)
- Calphurnia (1724)
- Astianatte (1727)
- Alessandro in Sidone (1737)
- Zenobia (1737)

### Serenaten
- La nemica d’Amore (1692)
- La nemica d’Amore fatta amante (1693)
- La costanza non gradita nel doppio amore d’Aminta (1694)
- La notte festiva (1695)
- Amore non vuol diffidenza (1695)
- Amor per amore (1696)
- L’Euleo festeggiante (1699)
- La gara delle quatri stagioni, „festa in musica“ (1699)
- Il fiore delle Eroine, „trattenimento in musica“ (1704)
- Il ritorno di Giulio Cesare, „festa in musica“ (1704)
- La nuova gara di Giunione e Pallade, „festa in musica“ (1705)
- Endimione, „favola per musica“ (1706)

### Componimenti
- Proteo sul Reno, Poemetto dramattico (1703)
- Il natale di Giunone festeggiato in Samo (1708)
- Li sagrifici di Romolo per la salute di Roma (1708)
- L’arrivo della gran madre degli dei in Roma (1713)

### Oratorien
- San Nicola di Bari (Rom 1693)
- La conversione di Maddalena (Wien 1701)
- Ezechia (Wien 1737)

### Sonstige
- über 300 Kantaten
- 4 Missae breves (1688)
- Laudate pueri (fünfstimmig und Orchester, 1733)
- Te Deum in c-Moll (1741)
- Madrigale
- Op. 1: 12 Trattenimenti da camera à tre, due violini, e violone, con il basso continuo per il cembalo (Bologna, 1685)
- Op. 2: 12 Concerti da camera à tre (Bologna, 1685)
- Op. 3: 12 Sinfonie a 5, 6, 7, e 8 strumenti, con alcune à una è dué trombe, servendo ancora per violini (Bologna, 1685)
- Op. 4: Sinfonie a tre istromenti col basso per l'organo (Bologna, 1686) OCLC 70785615
- Op. 5: Sinfonie a quattro strumenti (1687)
- Op. 6: Sinfonie a tre strumenti (1687)
- Op. 8: 10 Duetti da camera (Bologna, 1701)
- Prelude by Sign.r Bononcini in Select Preludes or Volentarys for the Violin by the most eminent Masters in Europe (London, 1705)
- 12 Cantate e [2] duetti (London, 1721)
- 8 Divertimenti da camera tradotti pel cembalo da quelli pel violino o flauto (London, 1722)
- 12 Sonatas for the Chamber for two Violins and a Bass doubled (London, 1732)
- 24 Ayres in 3 Parts as Almands, Corrants, Preludes, Gavotts, Sarabands, and Jiggs with a thorough Bass for the Harpsichord (London)
- Suites de Pièces pour le clavecin
- 1 Satz in The Spinnet: or Musical Miscellany: being a Collection of Choice Songs, and lyrick Poems: set to Musick by the most eminent Masters (London, 1750)